# Вальдорфская кукла
Вальдорфская кукла — первая в истории развития кукол особая педагогическая кукла, специально разработанная педагогами вальдорфской школы для вальдорфских детских садов и школ. Источником создания вальдорфской куклы и других вальдорфских игрушек являются народные тряпичные куклы и исследования в области педагогики на основе антропософского учения о человеке. Иногда вальдорфских кукол называют также «штайнер-куклы» по имени основателя вальдорфской школы Рудольфа Штайнера. Эти игрушки объединяет забота о физическом и духовном здоровье ребёнка, понимание необходимости учитывать его естественное развитие. Создание вальдорфских игрушек изначально ориентировано не на коммерческие цели, а на создание особой педагогической среды ребёнка, гармонично влияющей на его развитие.

## Материалы и пропорции
Традиционно вальдорфские куклы изготавливаются только из натуральных материалов: хлопковый трикотаж, овечья шерсть, для одежды — хлопковые, льняные, шерстяные ткани, для волос — хлопковая или шерстяная пряжа. Куклы изготавливаются мастерицами и детьми вручную, по особой технологии, чаще без использования швейной машины.
Тело куклы особым образом пропорционально — куклы-дети пропорциями соответствуют детскому телу, а куклы, изображающие взрослых (например, в кукольных спектаклях, — сделаны в соответствии с пропорциям тела взрослого человека. Таким образом, играя с ними, ребёнок воспроизводит неискаженную картину мира. (С этой же целью, вальдорфские игрушки, изображающие животных, условно изображают настоящих животных, не искажая пропорции и цвета).
Каждая кукла индивидуальна. Общими чертами являются плавность форм, пластичность куклы. Лицо изображается условно:  глаза точками, рот — небольшим полумесяцем. При этом лицо прорабатывается тоже в соответствии с возрастом ребёнка, которому кукла предназначена: для простых кукол — это просто гладкий шар, без прорисовки лица (кукла безлика, чем близка к народной); для более «взрослых» лицо рельефно — глаза в углублении, носик выступает. Могут даже прорабатываться носогубные складки и подбородок. У куклы нет жёсткого образа, она ничего не навязывает ребёнку, наоборот, вальдорфская кукла стимулирует детское воображение.
При выборе игрушки для конкретного ребёнка учитывается его возраст, телосложение, темперамент. Это сообразно и с педагогической, и с практической точек зрения.

## Типы кукол
Кукол можно условно разделить на группы по характеру игры, свойственной разным возрастам, — манипулятивной, сюжетной, сюжетно-ролевой и степени сформированности образа человека, который хорошо проявляется в детских рисунках:
1.С рождения до 2,5-3лет: куклы-уголки, узелковые, куклы-подушки, куклы-бабочки, куклы-пеленашки, куклы из ниток. Простые, мягкие куклы из фланели или трикотажа нежных пастельных тонов, с выделенной в виде шара головой и подвижными ручками-ножками («головоноги»). Вместо волос на голове колпачки с длинными хвостиками, эти куклы безлики.
2.От 2,5-3 до 4,5-5 лет: куклы с одетым телом, оформленными ручками и возможно рельефной головой с вышитыми глазами и ртом. Это очень разные по форме куклы — тело может быть плотным или мягким, худеньким, толстеньким, с раздельными ножками или как в конверте (куколка для сна), с выделенными ступнями или без, в шапочке или с проработанными волосиками — все зависит от возраста ребёнка, усложнение форм идет по мере взросления. Такой кукле можно сшить снимаемую одежку, если ребёнок уже умеет её снимать-надевать. Набивка должна позволять сажать куклу, двигать ручками. Размер кукол различный, вплоть до карманных куколок, которых удобно брать на прогулку или использовать для кукольных спектаклей. Длина волос небольшая — ведь у детей такого возраста ещё короткие волосы.
3.5,5 лет и старше: кукла с оформленными ручками и ножками, с большим пальцем на руке, ступнями, рельефной головой с вышитыми глазами и ртом, возможен выступающий носик. Волосы могут быть проработаны, можно заплетать, расчёсывать. Одежда шьется отдельно, может содержать мелкие детали (пуговки, крючки), требующие ловкости от ребёнка. Подрастая, дети могут самостоятельно шить одежду для этой куклы.
В России переведены несколько книг, раскрывающих педагогические особенности и технологию шитья вальдорфских кукол, проводятся семинары по их изготовлению.
Изначально вальдорфские куклы придуманы для изготовления воспитателями, мамами и детьми (как дошкольниками, так и школьниками).